# Imma mesosphena
Imma mesosphena is een vlinder uit de familie van de Immidae. De wetenschappelijke naam van de soort is voor het eerst geldig gepubliceerd in 1936 door Edward Meyrick.